# Windkei

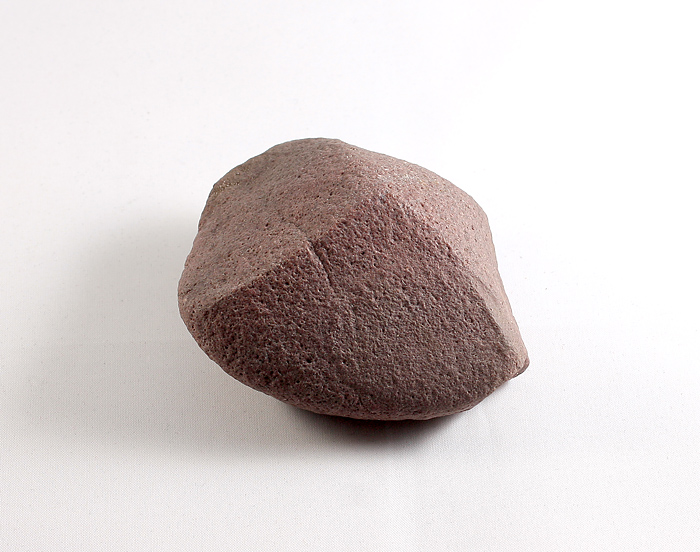
Windkei ("windkanter" of "ventifact") van kwartsitische zandsteen gevonden op de stuwwal bij Huizen, Nederland (foto en collectie M. Langbroek, Vrije Universiteit Amsterdam).

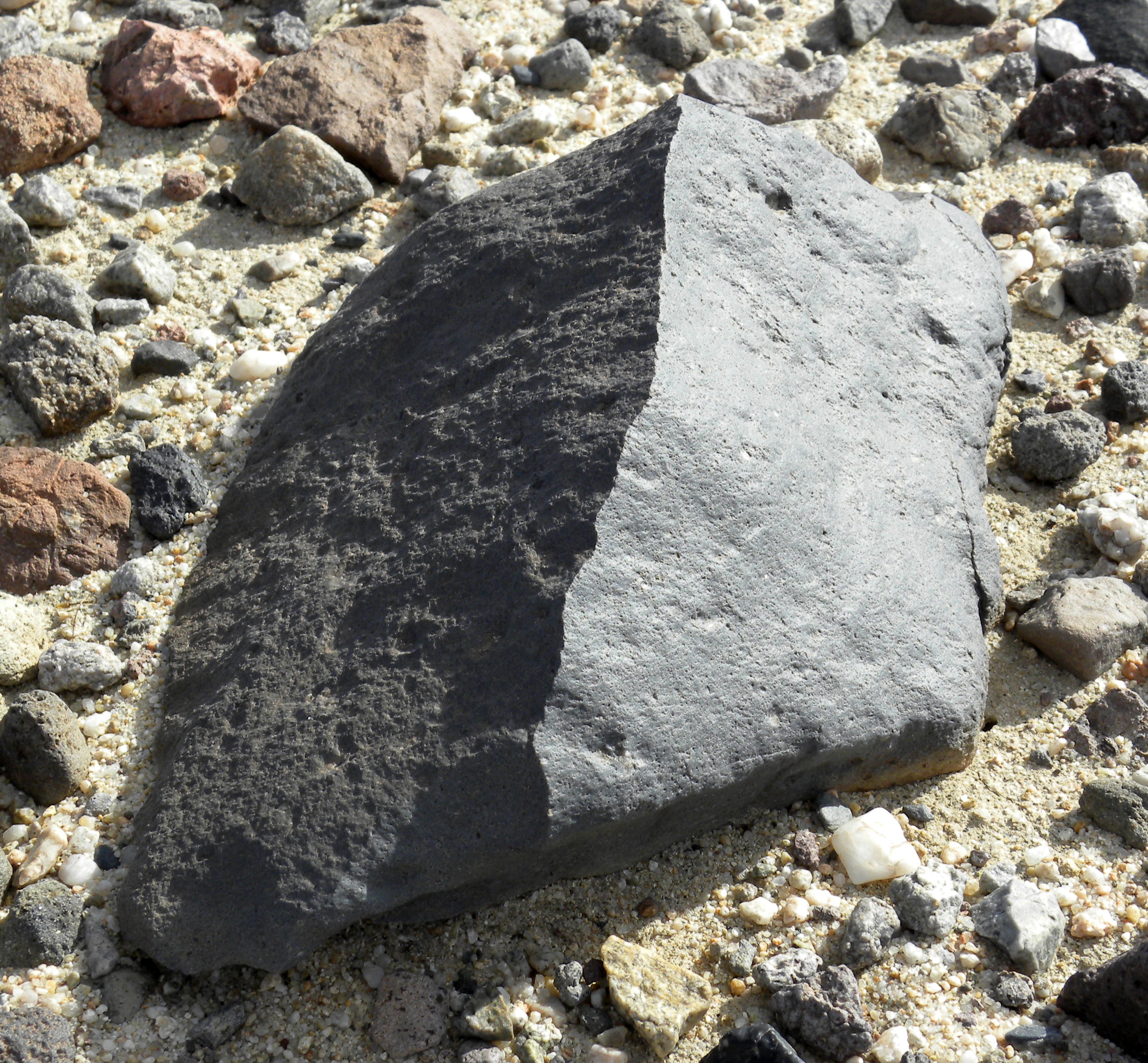
Windkei.

Een windkei of windkanter (Engels: ventifact of wind-abraded rock; Duits: Windkanter) is een steen met één of meerdere onder invloed van wind en zand vlak of convex geslepen facetten. Ze zijn kenmerkend voor (warme of koude) woestijncondities, periglaciale condities en stranden waar sprake is van harde wind en de aanwezigheid van zand. 

## Vorming
Door harde wind tegen een steen aangeblazen zanddeeltjes slijpen het windwaartse oppervlak van de steen langzaam af. Er vormt zich daardoor in de loop der tijd een doorgaans convex glad oppervlak aan de windwaartse kant, met een scherpe rug of kiel boven op de steen. Door verandering van overheersende windrichting, of draaiing van de steen onder invloed van wind, periglaciale verschijnselen (cryoturbatie), hellingverschijnselen en andere verstorende invloeden, kunnen uiteindelijke meerdere vlakken aan de steen geslepen worden.
De benodigde tijd voor de vorming van de facetten varieert en hangt onder andere af van het soort gesteente, de windsnelheid en de grootte van de door de wind getransporteerde zanddeeltjes. Studies in gebieden waar nog actief windkanters gevormd worden, laten zien dat in sommige gebieden slechts enkele jaren nodig zijn om windkanters te vormen, terwijl het in andere gebieden vele decennia of zelfs enkele eeuwen duurt.

## Belang voor paleoklimaat-reconstructies
De aanwezigheid van windkeien is een indicator van open, onbegroeide condities met harde wind en een hoge sedimentlading. Het wijst op de vroegere aanwezigheid van (warme of koude) woestijncondities, of de aanwezigheid van een vroegere strandvlakte. In sommige gevallen, kunnen windkeien gebruikt worden voor de reconstructie van overheersende windrichtingen, alhoewel dit niet onproblematisch is.

## Ontstaan en voorkomen in Nederland
Op diverse plaatsen in Nederland zijn windkeien te vinden. Deze Nederlandse windkeien zijn gevormd in het laat Pleistoceen, in vrijwel alle gevallen vermoedelijk rond het Laat Glaciaal Maximum zo'n 15.000 tot 18.000 jaar geleden. Nederland lag toen net ten zuiden van de landijsbedekking, en er heersten de condities van een poolwoestijn: weinig tot géén begroeiing, harde winden met veel sedimentlading. Er vormde zich een desert-pavement van zwerfkeien aan het oppervlak, dat bloot kwam te staan aan de invloeden van wind en door deze wind meegevoerd zand. Op plaatsen waar Pleistocene afzettingen aan het oppervlak liggen, met name op de stuwwallen van Midden- en Oost-Nederland, kan men de toen gevormde windkeien aantreffen. Het noordelijke deel van Het Gooi is een bekend gebied waar windkeien gevonden kunnen worden.